# Тернопільська загальноосвітня школа № 10
Тернопільська загальноосвітня школа №10 — освітній комунальний навчальний заклад Тернопільської міської ради в м. Тернополі Тернопільської області.

## Історія
Тернопільська загальноосвітня школа №10 була заснована у часи Другої Світової війни після вигнання радянською армією нацистів з Тернополя у 1944 році. Перших учнів прийняла 23 квітня 1944 року як середня залізнична школа №16 станції «Тернопіль» Львівської залізниці.
При школі відкрили інтернат, в якому до 1 січня 1948 року проживали учні, а також вечірню школу. Навчання проводилось російською мовою. У той час школа розташовувалась на розі вулиць Погорецького — Кохановського — С. Качали (Барвінських — Хмельницького — С. Качали, тепер в цьому приміщенні знаходиться «Укрсоцбанк»).
З самого початку у цьому будинку розташовувалася руська бурса, створена у 1872 році. Через рік існування заклад придбав собі це приміщення. Під час українсько-польської війни будівля використовувалась польською владою як епідемічний шпиталь, тож діяльність бурси відновилася тільки у 1925 році. У будинку тоді також розмістилася гімназія «Рідна школа» українського педагогічного товариства. Під час навчання у ній, в бурсі проживав Лесь Курбас. В правому крилі будинку, не маючи власного житла, жив Олександр Барвінський — батько композитора Василя Барвінського, відомий історик і педагог, визначний громадський і політичний діяч. В гостях у нього (у тій же бурсі) бувало чимало відомих людей, серед яких — письменник Пантелеймон Куліш. Пізніше у цьому приміщенні працювали середня школа №16, потім — вечірня середня школа, опісля — філіал Чортківського медучилища.
У 1946 році здійснено перший випуск із 19 учнів, батьки яких приїхали відбудовувати повоєнний Тернопіль із різних куточків країни: Баку, Павлодара, Калініна, Казані, Кустаная.
З 1 вересня 1967 року школа отримала статус — Середня школа №10 м. Тернополя. Вона розміщувалась у приміщенні поряд із залізничним вокзалом станції «Тернопіль» по вул. Богдана Хмельницького, 15. Тепер там розміщується «Галицький Інститут». У 1969 році відбувся перший випуск учнів, які здобули середню освіту.
У 1972 році школа переїхала до будівлі по вул. Леніна, 14, що навпроти Центрального стадіону міста (теперішня назва вул. Степана Бандери, а у будівлі розміщується Тернопільська ЗОШ №18).
Із 16 серпня 1978 року школу переводять у приміщення на вулицю Лесі Українки, ЗА.
До 2000-х років школа була названа на честь Героя Радянського Союзу Юрія Смірнова.
За роки діяльності школи повну загальну середню освіту в ній здобули понад 2000 учнів.
У школі здійснюється громадянська освіта учнів. Запроваджено курси «Вчимося бути громадянами», «Практичне право», «Українознавство». Делегація учнів школи брала участь у суспільній акції школярів «Громадянин — 2006».
Визначені економічний та суспільно-гуманітарний профілі навчання. У школі вивчають англійську та російську мови. Проводяться індивідуальні заняття з учнями, екстернатна форма навчання. За останні 5 років 18 учнів нагороджені «золотими» та 7 — «срібними» медалями.

## Педагогічний склад та направленість
Андрій Богданович Газелишин — директор.
Педагогічний колектив складається з 64 наставників:
- «Відмінник освіти» — 2;
- Вчителів методистів — 8;
- Старших вчителів — 20;
- Вчителів вищої кваліфікаційної категорії — 38;
- Вчителів І категорії — 13;
- Вчителів II категорії — 5;
- Вчителів-спеціалістів — 8;

Профіль навчання: суспільно-гуманітарний.

## Матеріально-технічна база школи
• Навчальні кабінети — 16;
• Кабінети: хімії, фізики, інформатики, біології, естетики, Шевченківська світлиця, сучасної української літератури, українознавства, правознавства, історії, географії, англійської мови, математики тощо;
• Майстерні з обробки деревини та металу, обслуговуючої праці;
• 2 спортзали, футбольне поле, тренажери;
• Актовий зал, ігрова кімната;
• Комплект комп'ютерів, вихід в інтернет, бібліотечний фонд;
• Їдальня, буфет;
• Медичний, логопедичний та психологічний кабінети.

## Партнерські зв'язки та досягнення
Партнерські зв'язки школа має із Всеукраїнським дитячим творчим об'єднанням «КРОКС», Всеукраїнським громадським дитячим рухом «Школа безпеки», Всеукраїнською дитячою громадською організацією «Гармонійний розвиток», Всеукраїнською дитячою громадською організацією «Унікум», Тернопільською дитячою громадською організацією «ТИДИВИ».
Міжнародне співробітництво налагоджено в українсько-шведському проєкті «ОЛЕГ»: «Веселі суботи» для батьків і дітей та своя «Тато — школа».
Учні школи — призери Соросівської олімпіади з біології, активні члени МАН, неодноразові переможці II і III етапів Всеукраїнських учнівських предметних олімпіад.
Із 1999 року школа стала осередком Всеукраїнського творчого об'єднання «КРОКС» (учні школи беруть участь у міжнародних конкурсах обдарованих дітей «25 слів» і «Друг»). З 2000 року школа — учасник Всеукраїнської програми «Школа безпеки».
Працюють драматичний, туристичний гуртки, ляльковий театр, вокальний ансамбль та хор учнів молодших та старших класів.
У 2004 році до 60-річчя заснування школи була підготовлена та видана книга «60 років, історичний нарис СШ № 10 м. Тернополя». Автори книги Ю. М. Беркита, С. І. Галевська, Л. С. Іванова.
На базі школи проходить баскетбольний турнір, присвячений пам'яті пожежника Романа Гралюка. Юнацька шкільна футбольна команда неодноразово здобувала перемогу на змаганнях «Шкіряний м'яч», фіналіст Всеукраїнського чемпіонату «D-JUICE». Учениці школи — чемпіони Тернопільської області з гандболу, призерки з аеробіки.

## Відомі випускники
- Оксана Пекун — українська естрадна співачка, телеведуча.
- Наталя Ізотова — доктор теології (2008 р.), диригент, композитор, співачка.
- Олександр Сміян — український вчений, педагог, доктор медичних наук, професор.